# Helena Resano
María Helena Resano Lizaldre, plus connue comme Helena Resano, née le 9 février 1974 à Pampelune (Espagne), est une journaliste et présentatrice espagnole. Elle est licenciée en communication à l'Université de Navarre.

## Biographie
Helena Resano commence sa carrière à la chaîne de radio Cadena Ser. Après avoir travaillé à Pamplona Televisión, Radio Nacional de España et Telecinco, elle rejoint TVE en 1999 pour travailler à la chaîne d'info en continu Canal 24 Horas. Elle remplace Letizia Ortiz, actuelle reine consort d'Espagne, à la deuxième édition du journal télévisé, à la suite de l'annonce de l'engagement de Doña Letizia avec Felipe VI, journal qu'elle présente avec Alfredo Urdaci. Entre 2003 et 2006, Helena Resano présente le Telediario en fin de semaine avec David Cantero. 
En mars 2006, Helena Resano rejoint La Sexta où elle présente l'émission La actualidad en 2D et l'émission d'entretiens et d'actualités Sexto sentido avec Mamen Mendizábal et Cristina Villanueva. Helena Resano présente actuellement le journal de la mi-journée sur La Sexta.
En 2016, elle publie La Trastienda de un informativo, un essai sur le métier de journaliste télévisé.